# Phil Pfister
Phil Pfister (Charleston, Virginia Occidental, Estados Unidos, 15 de mayo de 1971), strongman estadounidense y campeón de la 29.ª edición de El hombre más fuerte del mundo. 
Es el primer estadounidense en ganar este campeonato desde Bill Kazmaier en 1982.
Antes de ganar, sus mejores participaciones fueron en 1998 cuando salió cuarto, y en Zambia en 2001 cuando también salió cuarto. 	 
En la competición de 2001, mientras practicaba el evento de los pilares de Hércules, hizo una promesa. Prometió que se encargaría de que EE. UU. vuelva a ganar otro campeonato del más fuerte del mundo. Tardó, pero la promesa se cumplió el 23 de septiembre de 2006, cuando ganó el campeonato con 61 puntos gracias a su habilidad con las piedras de Atlas.
Pfister trabaja actualmente como bombero voluntario y vive con su esposa Michelle y su hijo Wyatt.

## Posición
| El hombre más fuerte del mundo     |                |                                   |
| Precedido por:Mariusz Pudzianowski | Primero (2006) | Sucedido por:Mariusz Pudzianowski |